# Riikajärvet (Gällivare socken, Lappland, 748951-173952)
Riikajärvet är en sjö i Gällivare kommun i Lappland och ingår i Kalixälvens huvudavrinningsområde. Riikajärvet ligger i Puolva Natura 2000-område.